# Дејвид Раши
Дејвид Раш (енгл. David Rasche; 7. август 1944, Сент Луис) амерички је филмски, позоришни и ТВ глумац, комичар, писац и певач.